# Гарматій Григорій Васильович
Григорій Васильович Гарматій (нар. 29 квітня 1872, село Лучка, нині Тернопільського району — 29 грудня 1930, м. Теребовля) — український лікар, громадський діяч. Доктор медицини[джерело?]. Син Василя, брат Луки Гарматіїв.

## Життєпис
Народився 29 квітня 1872 року в селі Лучці, нині Тернопільського району. Батько — посол Райхстагу Австрійської імперії Василь Гарматій, старший брат — Лука Гарматій.
Закінчив Тернопільську гімназію, медичний факультет Львівського університету. Працював лікарем у Космачі (Гуцульщина), потім у Теребовлі (1898–1928 рр.). Був співзасновником Українського лікарського товариства у Львові (1910 р.), член ряду українських товариств у Теребовлі.
Під час І-ї світової війни — лікар армії Австро-Угорщини.